# إيجل إندرسن
إيجل إندرسن هو محامي وقاضي وسياسي نرويجي، ولد في 28 أبريل 1920 في ستافانغر في النرويج، وتوفي في 10 مايو 1992. نشط حزبياً في حزب المحافظين.

## مناصب
- انتخب عضو برلمان النرويج  [لغات أخرى]‏ عن دائرة Rogaland (Storting constituency) [الإنجليزية]‏ وقد انضم خلال فترته النيابية ‏ (1969 – 1973) للكتلة البرلمانية حزب المحافظين.
- انتخب نائب عن الجمعية البرلمانية لمجلس أوروبا  [لغات أخرى]‏ لترشحه ضمن قائمة النرويج، (17 أبريل 1970 – 20 يناير 1971).
- انتخب Minister of Justice and Public Security [الإنجليزية]‏ (3 أكتوبر 1970 – 17 مارس 1971).
- انتخب عضو برلمان النرويج  [لغات أخرى]‏ عن دائرة Rogaland (Storting constituency) [الإنجليزية]‏ وقد انضم خلال فترته النيابية ‏ (1965 – 1969) للكتلة البرلمانية حزب المحافظين.